# Jōji Kawaguchi
Jōji Kawaguchi (jap. 川口城二 Kawaguchi Jōji; ur. 2 kwietnia 1974) – japoński narciarz alpejski, trzykrotny medalista mistrzostw świata juniorów.

## Kariera
Po raz pierwszy na arenie międzynarodowej Jōji Kawaguchi pojawił się w 1990 roku, startując na mistrzostwach świata juniorów w Zinal. Jego najlepszym wynikiem było tam osiemnaste miejsce w slalomie. Jeszcze dwukrotnie startował na zawodach tego cyklu, najlepsze wyniki osiągając podczas mistrzostw świata juniorów w Montecampione w 1993 roku, gdzie zdobył trzy medale. Najpierw zajął drugie miejsce w gigancie, ulegając tylko Austriakowi Josefowi Stroblowi. Następnie wywalczył brązowy medal w slalomie, plasując się za Chipem Knightem z USA i Francuzem Gaëtanem Llorachem. Na koniec zajął drugie miejsce w kombinacji, rozdzielając na podium Strobla i Lloracha. W zawodach Pucharu Świata zadebiutował 3 marca 1996 roku w Happo One, zajmując 53. miejsce w supergigancie. Mimo wielokrotnych startów nigdy nie wywalczył punktów w zawodach tego cyklu. W 1993 roku wystartował na mistrzostwach świata w Morioce, zajmując 27. miejsce w kombinacji i 32. miejsce w gigancie. Brał także udział w rozgrywanych cztery lata później mistrzostwach świata w Sestriere, gdzie rywalizację w gigancie ukończył na 21. pozycji. Nie startował na igrzyskach olimpijskich. Kilkukrotnie zdobywał medale mistrzostw Japonii, w tym złoty w supergigancie 1996 roku. W 2003 roku zakończył karierę.

## Osiągnięcia

### Mistrzostwa świata
| Miejsce | Dzień     | Rok  | Miejscowość | Konkurencja | Czas biegu  | Strata      | Zwycięzca            |
| ------- | --------- | ---- | ----------- | ----------- | ----------- | ----------- | -------------------- |
| 27.     | 8 lutego  | 1993 | Morioka     | Kombinacja  | 34,22 pkt   | +130,73 pkt | Lasse Kjus           |
| 32.     | 10 lutego | 1993 | Morioka     | Gigant      | 2:15,36 min | +8,66 s     | Kjetil André Aamodt  |
| 21.     | 12 lutego | 1997 | Sestriere   | Gigant      | 2:48,23 min | +10,00 s    | Michael von Grünigen |

### Mistrzostwa świata juniorów
| Miejsce | Dzień     | Rok  | Miejscowość   | Konkurencja | Czas biegu  | Strata   | Zwycięzca           |
| ------- | --------- | ---- | ------------- | ----------- | ----------- | -------- | ------------------- |
| 32.     | 22 marca  | 1990 | Zinal         | Supergigant | 1:24,30 min | +6,94 s  | Kjetil André Aamodt |
| 50.     | 24 marca  | 1990 | Zinal         | Gigant      | 2:20,38 min | +12,94 s | Lasse Kjus          |
| 18.     | 25 marca  | 1990 | Zinal         | Slalom      | 1:28,15 min | +8,58 s  | Luigi Tacchini      |
| 33.     | 25 lutego | 1992 | Maribor       | Zjazd       | 1:19,48 min | +1,70 s  | Michael Makar       |
| 26.     | 26 lutego | 1992 | Maribor       | Supergigant | 1:08,11 min | +2,21 s  | Tobias Hellman      |
| 12.     | 28 lutego | 1992 | Maribor       | Gigant      | 2:04,26 min | +2,71 s  | Michel Stuffer      |
| 26.     | 2 marca   | 1993 | Montecampione | Supergigant | 1:38,79 min | +3,04 s  | Massimiliano Iezza  |
| 10.     | 4 marca   | 1993 | Montecampione | Zjazd       | 1:28,27 min | +1,35 s  | Gaëtan Llorach      |
| 2.      | 5 marca   | 1993 | Montecampione | Gigant      | 2:06,45 min | +1,10 s  | Josef Strobl        |
| 3.      | 6 marca   | 1993 | Montecampione | Slalom      | 2:06,45 min | +0,85 s  | Chip Knight         |
| 2.      | 7 marca   | 1993 | Montecampione | Kombinacja  | ?           | ?        | Gaëtan Llorach      |

### Puchar Świata

#### Miejsca w klasyfikacji generalnej
- sezon 1995/1996: -
- sezon 1996/1997: -
- sezon 1997/1998: -

#### Miejsca na podium
Kawaguchi nie stawał na podium zawodów PŚ.